# Liste von Lehrstühlen für Physikdidaktik
Lehrstühle für Physikdidaktik gibt es an vielen Hochschulen in Deutschland und Österreich, an denen Fachlehrer für Physik ausgebildet werden.

## Deutschland
Baden-Württemberg
- Pädagogische Hochschule Ludwigsburg: Matthias Laukenmann, Erich Starauschek
- Pädagogische Hochschule Schwäbisch Gmünd: Lutz Kasper
- Pädagogische Hochschule Freiburg: Silke Mikelskis-Seifert, Martin Schwichow
- Pädagogische Hochschule Heidelberg: Manuela Welzel-Breuer
- Pädagogische Hochschule Karlsruhe: Tobias Ludwig
- Pädagogische Hochschule Weingarten: Florian Theilmann

Bayern
- Universität München: Jochen Kuhn
- Universität Erlangen-Nürnberg: Jan-Peter Meyn
- Universität Augsburg: Olaf Krey
- Universität Würzburg: Thomas Trefzger
- Universität Regensburg: Karsten Rincke

Berlin
- Freie Universität Berlin: Volkhard Nordmeier, Marcus Kubsch
- Humboldt-Universität Berlin: Burkhard Priemer

Brandenburg
- Universität Potsdam: Andreas Borowski

Bremen
- Universität Bremen: Christoph Kulgemeyer, Horst Schecker (i. R.)

Hamburg
- Universität Hamburg: Dietmar Höttecke

Hessen
- Universität Frankfurt am Main: Roger Erb, Thomas Wilhelm, Fritz Siemsen (em.), Thomas Görnitz (em.)
- Universität Kassel: Rita Wodzinski

Niedersachsen
- Technische Universität Braunschweig: Rainer Müller
- Universität Göttingen: Pascal Klein
- Universität Hannover: Gunnar Friege
- Universität Osnabrück: Roland Berger
- Universität Oldenburg: Michael Komorek

Nordrhein-Westfalen
- RWTH Aachen: Bianca Watzka
- Universität Bielefeld: Lisa Stinken-Rösner
- Universität Bochum: Heiko Krabbe, Burkhard Priemer (bis 2012)
- Universität Dortmund: Alfred Pflug (emeritiert), Heike Theyßen (bis 2011)
- Universität Duisburg-Essen: Hendrik Härtig, Heike Theyßen, Hans E. Fischer (pensioniert), Udo Backhaus (bis 2011), Gernot Born (bis 2009), Markus Peschel (bis 2009), Norbert Treitz (bis 2008)
- Universität Köln: André Bresges, Andreas Schadschneider
- Universität Münster: Susanne Heinicke, Stefan Heusler, Hans-Joachim Schlichting (bis 2011)
- Universität Paderborn: Josef Riese, Peter Reinhold (i. R.)
- Universität Siegen: Oliver Schwarz
- Universität Wuppertal: Johannes Grebe-Ellis

Rheinland-Pfalz
- Universität Kaiserslautern: Jochen Kuhn
- Universität Koblenz-Landau: Alexander Kauertz

Sachsen
- Universität Leipzig: Philipp Bitzenbauer
- Universität Dresden: Gesche Pospiech

Sachsen-Anhalt
- Martin-Luther-Universität Halle-Wittenberg: Thorid Rabe
- Otto-von-Guericke-Universität Magdeburg, N.N.

## Österreich
- Universität Wien, Österreichisches Kompetenzzentrum für Didaktik der Physik (AECC): Martin Hopf
- Universität Graz, Institut für Physik, Physikdidaktik (RECC): Claudia Haagen-Schützenhöfer
- Universität Salzburg, Fachbereich für Chemie und Physik der Materialien, School of Education, AG Didaktik der Physik (RECC): Alexander Strahl
- Universität Innsbruck, Institut für Fachdidaktik und Institut für Experimentalphysik: Thomas Schubatzky